# Bakonypölöske
Bakonypölöske là một thị trấn thuộc hạt Veszprém, Hungary. Thị trấn này có diện tích 11,04 km², dân số năm 2010 là 379 người, mật độ 34 người/km².